# Андрей Иванович Серкизов
Андрей Иванович Серки́зов (Черки́зов) (? — 8 сентября 1380) — герой Куликовской битвы, сын служилого татарского царевича Серкиза (Секиз-бея) (в крещении Ивана), коломенский воевода. Имел вотчины под Москвой, в Коломенском и Дмитровском уездах, пожалованные Дмитрием Московским, а также приобретённые на богатства, вывезенные его отцом из Орды.

## Участие в Куликовской битве
В росписи князей и воевод, пришедших на битву, Андрей Серкизов числится переяславским воеводой. Руководил татарской конницей.
До столкновения главных сил, Андрей Серкизов находился в «Сторожевом полку», для отражения превентивных ударов конных лучников (застрельщиков) по неподвижному строю «Передового полка» с безопасного расстояния. Для пресечения таких ударов оптимально использовалась конница из бывших ордынцев. Великий князь уделил этому особое внимание, так как сам, согласно летописям, лично отправился со «Сторожевым полком».
К началу самой битвы Андрей Серкизов со своей конницей, как и сам Дмитрий Московский, передислоцировались в «Большой полк».
Из синодика Софийского собора в Новгороде, где Андрей Иванович Серкизов числится среди «павших с дружиной в 1380 году», следует, что вместе с Андреем в битве полегла и вся его конница.

## Брак и дети
Имя жены Андрея неизвестно. В Государевом родословце у него указано двое детей:
- Фёдор Большой, бездетен.
- Фёдор Старко (1-я половина XV века), боярин, родоначальник Старковых.